# Batalla de High Bridge
La Batalla de High Bridge se refiere a dos enfrentamientos librados el 6 de abril de 1865 y el 7 de abril de 1865, cerca del final de la Campaña de Appomattox de la guerra civil estadounidense, a unas 4 millas (6,4 km) al noreste de Farmville, Virginia. La primera batalla es a menudo la que se identifica como la Batalla de High Bridge.
El 6 de abril de 1865, la caballería confederada al mando del mayor general Thomas L. Rosser luchó obstinadamente para asegurar el puente alto del ferrocarril del lado sur y el puente de vagones inferior sobre el río Appomattox cerca de Farmville, Virginia. Un gran grupo de asalto del Ejército de la Unión tenía la intención de destruir los puentes para evitar que el Ejército Confederado cruzara de regreso al lado norte del río. Ambos bandos tuvieron varios oficiales muertos y heridos. La fuerza de la Unión sufrió 42 muertos y heridos. Toda la fuerza de la Unión superviviente de unos 800 hombres fue capturada. Los confederados sufrieron alrededor de 100 bajas. El coronel de la Unión (General de Brigada Brevet) Theodore Read y el coronel confederado Reuben B. Boston fueron asesinados. El coronel de la unión Francis Washburn y el coronel confederado James Dearing (a menudo identificado como general de brigada, pero su nombramiento nunca fue confirmado) resultaron heridos de muerte en el compromiso.
El 7 de abril de 1865, la retaguardia del teniente general confederado James Longstreet intentó quemar los puentes que los confederados habían salvado el día anterior para evitar que las fuerzas de la Unión los siguieran. Las tropas del Cuerpo de la Unión II lucharon contra los confederados asignados para quemar los puentes en un esfuerzo por expulsar a los confederados y salvar los puentes. Parte del puente del ferrocarril se quemó y quedó inutilizable, pero las fuerzas de la Unión pudieron salvar el puente de carromatos sobre el que cruzó el II Cuerpo en persecución del Ejército del Norte de Virginia del general Robert E. Lee. No destruir este puente permitió a las fuerzas de la Unión alcanzar a los confederados al norte del río Appomattox en la iglesia Cumberland, a 3 millas (4,8 km) al norte de Farmville.

## Antecedentes

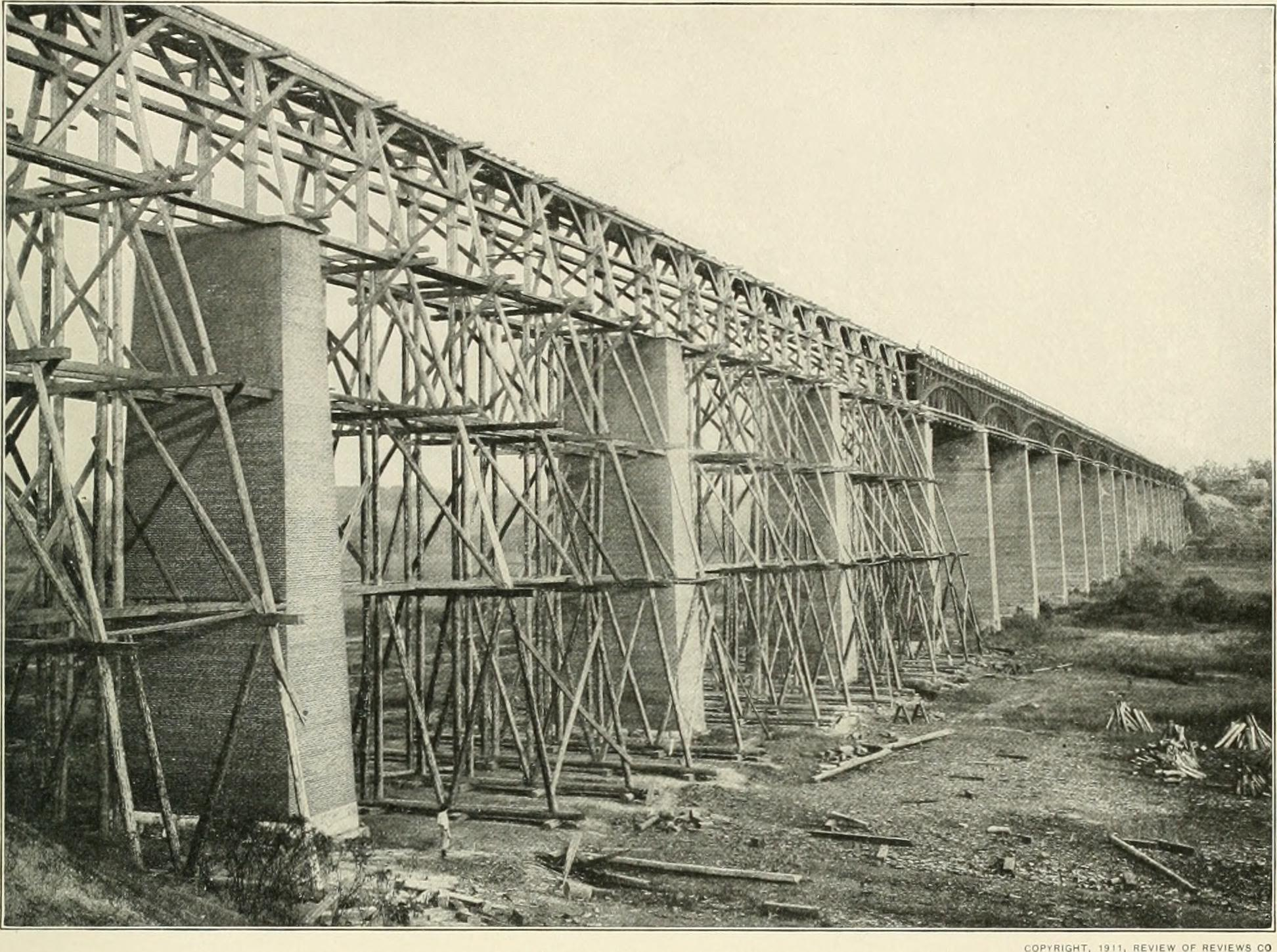
Otra vista del Puente Alto

High Bridge, de 2.500 pies (760 m) de largo y 126 pies (38 m) de alto, fue el cruce del ferrocarril South Side sobre el río Appomattox y su llanura aluvial, 4 millas (6,4 km) al noreste de Farmville, Virginia. Un puente de madera para vagones se ubicó debajo del puente del ferrocarril. Durante la retirada del Ejército del Norte de Virginia del General Confederado Robert E. Lee durante la Campaña Appomattox, los Confederados se habían movido al norte del río, excepto por una retaguardia proporcionada por el Primer Cuerpo de Longstreet en Rice's Station en la orilla sur. Los puentes tuvieron que ser protegidos el 6 de abril y luego destruidos el 7 de abril para retrasar la persecución de los confederados por parte del Ejército de la Unión (Ejército del Potomac, Ejército del James y Ejército del Shenandoah) al mando del Teniente General Ulysses S. Grant.
El 6 de abril, Longstreet envió 1.200 jinetes confederados al mando del mayor general Thomas L. Rosser para proteger los puentes de los asaltantes de la Unión. El general de división Edward Ord, al mando del ejército de James, envió unos 900 hombres al mando del coronel (general de brigada Brevet) Theodore Read (jefe de personal de Ord) para quemar el puente. Esta fuerza estaba formada por el 123.º de Infantería de Ohio y el 54.º de Infantería de Pensilvania, al mando del Teniente Coronel Horace Kellogg del 123.º de Ohio, y tres compañías (80 soldados) de la 4.ª Caballería de Massachusetts al mando del Coronel Francis Washburn. La caballería llegó al puente antes que la principal fuerza confederada, ahuyentó a algunos guardias locales mal armados y aseguró el extremo sur del puente.

## Batallas
Mientras Washburn se preparaba para incendiar el puente, llegaron tres brigadas de jinetes confederados y llevaron a cabo un ataque desmontado contra la infantería de la Unión, que aguardaba cerca de la granja Watson, aproximadamente a media milla al sur. Al escuchar los sonidos de la batalla, Washburn y sus hombres se reincorporaron a la infantería, y sin darse cuenta de que se enfrentaba a dos divisiones de caballería, Read ordenó una carga montada por el cuarto Massachusetts. La feroz carga atravesó la línea confederada del coronel Thomas T. Munford y se disolvió en un combate cuerpo a cuerpo. Read intercambió disparos con el confederado James Dearing durante los combates y murió. Dearing fue herido de muerte y murió el 22 de abril. Washburn también fue herido de muerte y murió el 22 de abril de 1865. Los confederados contraatacaron y separaron a la caballería de su infantería de apoyo. Después de otro ataque, los soldados de la Unión fueron rodeados y todos murieron, resultaron heridos o capturados. El coronel Reuben B. Boston de la 5.ª Caballería de Virginia murió en el ataque. Tanto Read como Washburn recibieron rangos de Brevet Brigadier General.
Los supervivientes del Segundo Cuerpo Confederado, bajo el mando del Mayor General John B. Gordon, escaparon de su derrota en la Batalla de Sailor's Creek y cruzaron el Puente Alto hacia el lado norte del río mientras la división del Mayor General William Mahone aseguraba el puente. El resto del ejército de Lee se trasladó a Farmville y se reunió con trenes de raciones.
Temprano el 7 de abril, mientras los hombres de Mahone intentaban incendiar el Puente Alto y el puente de carromatos, el Cuerpo de la Unión II comandado por el Mayor General Andrew A. Humphreys llegó al lugar. La segunda división de Humphreys bajo el mando del general de brigada Francis C. Barlow, incluido el 19.º Regimiento de Infantería Voluntaria de Maine, cargó contra la estructura en llamas y salvó una gran sección del puente del ferrocarril, evitando daños importantes. Cruzaron el puente de carromatos inferior para avanzar por el flanco de Lee y obligaron a los confederados hambrientos a reanudar su retirada antes de reabastecerse.

## Secuelas
Con 47 bajas de la Unión (más 800 capturadas) frente a solo unas 100 bajas confederadas, la primera batalla en el puente pareció favorecer a los confederados. Sin embargo, la segunda batalla, en la que las tropas de la Unión extinguieron con éxito el fuego, cruzaron el puente y obligaron a los confederados a huir por un camino específico, resultó ser una victoria táctica decisiva y puede haber acortado la guerra en varios días.
Como resultado, Lee se vio obligado a continuar su marcha hacia el oeste bajo presión, privando a algunos de sus hombres de la oportunidad de recibir las raciones de Farmville que necesitaban desesperadamente. La noche del 7 de abril, Lee recibió de Grant una carta en la que proponía que el Ejército del Norte de Virginia se rindiera. Lee objetó, conservando una última esperanza de que su ejército pudiera llegar a la estación Appomattox antes de quedar atrapado. Devolvió una carta evasiva preguntando acerca de los términos de rendición que Grant podría proponer "Rendición incondicional".
A la mañana siguiente, las tropas de Lee se trasladaron a la estación Appomattox, a 40 kilómetros al oeste, donde se esperaba que estuviera esperando un tren de racionamiento. Sin embargo, las fuerzas de la Unión ya se estaban moviendo para capturar el tren de suministros.

## Preservación del campo de batalla
El Civil War Trust (una división del American Battlefield Trust) y sus socios han adquirido y conservado 0,71 km² (176 acres) del campo de batalla. La superficie es parte del Parque Estatal High Bridge Trail, que incluye un sendero de 31 millas y el majestuoso High Bridge, que tiene más de 2,500 pies de largo y se encuentra 130 pies sobre el río Appomattox. Los muelles del puente original de la época de la Guerra Civil todavía están en pie.